# Bembecia lasicera
Bembecia lasicera is een vlinder uit de familie wespvlinders (Sesiidae), onderfamilie Sesiinae.
Bembecia lasicera is voor het eerst wetenschappelijk beschreven door Hampson in 1906. De soort komt voor in het Palearctisch gebied.